# Franklin et le Trésor du lac
Pour plus de détails, voir Fiche technique et Distribution.
Franklin et le Trésor du lac ou Benjamin et le Trésor du lac au Québec, c'est un long métrage d'animation franco-canadien de Dominique Monféry sorti en 2006. 
Il est inspiré des personnages de la série télévisée canadienne à succès. Alors que d'autres épisodes avaient été distribués directement en vidéo, celui-ci a été conçu pour la première fois en vue d'une sortie en salles.

## Synopsis
À l'occasion de la visite de tante Lucie, une redoutable exploratrice, la grand-mère de Franklin se souvient de son passé, et en particulier d'une mystérieuse boîte qu'elle avait cachée lors d'un incendie qui coûta la vie à ses propres parents. Une chasse au trésor s'engage alors, avec l'aide de la petite tortue Samantha qui ne laisse pas Franklin indifférent.

## Fiche technique
- Titre original : Franklin and the Turtle Lake Treasure
- Titre français : Franklin et le Trésor du lac
- Titre québécois : Benjamin et le Trésor du lac
- Réalisation : Dominique Monféry
- Scénario : Paulette Bourgeois, Brenda Clark, Jean-Jacques Pron, Charles Tellac et John Van Bruggen
- Direction artistique : Olivier Besson
- Production : Clément Calvet
- Sociétés de production : Alphanim, Nelvana, Studiocanal, Cofinova 2
- Pays :  France /  Canada
- Langue : français
- Format : couleur - 35 mm - son stéréo
- Durée : 78 minutes
- Dates de sortie :  France : 20 décembre 2006 -  Canada : 6 septembre 2006

## Distribution (voix)
- Louise Cheka : Franklin
- Kévin Sommier : Martin
- Ariane Aggiage : Lili
- Isabelle Volpe : Arnaud
- Camille Donda : Samantha
- Gwendoline Sommier : Harriette
- Ivana Coppola : Mme Tortue
- Éric Peter : M. Tortue
- Isabelle Ganz : Mme Ours
- Benoît Allemane : M. Grizzly
- Nathalie Homs : Dr Ours
- Véronique Augereau : Mme Faucon
- Cathy Cerda : Mamie (voix)
- Laura Pelerins : Mamie Jeune / Bébé Faucon 1
- Clara Borras : Tante Lucie
- Jean Lescot : Vieille Tortue
- Brigitte Lecordier : Bébé Faucon 2
- Valentin Maupin : Bébé Faucon 3  / Petit Corbeau

## Autour du film
- La chanson du film Tant que j'existerai est interprétée par Natasha St-Pier[1].